# Microsoft Mathematics
Microsoft Mathematics ist eine kostenlos verfügbare Software zum Lösen von mathematischen und naturwissenschaftlichen Problemen der Microsoft Corporation. Es richtet sich vor allem an Studenten und Schüler und war auch lange Zeit im Microsoft-Students-Paket enthalten.
Die neuste Version, die unter dem Namen Microsoft Math Solver vermarktet wurde, wird im Juli 2025 eingestellt. Als Alternative verweist Microsoft auf den mathematischen Assistenten in OneNote.

## Features
Microsoft Mathematics kann Gleichungen und Gleichungssysteme lösen. Differenzialgleichungen sind nicht lösbar. Außerdem ist noch ein 2D- und 3D-Graphen-System verfügbar. Darüber hinaus sind auch praktische Assistenten für Einheitenumrechnungen und Dreiecksberechnungen implementiert.

## Versionen
- Microsoft Math 1.0 – Verfügbar in Microsoft Student 2006
- Microsoft Math 2.0 – Verfügbar in Microsoft Student 2007
- Microsoft Math 3.0 – Auch als separate Software erhältlich
- Microsoft Mathematics 4.0 – Erstmals in 32-bit und 64-bit kostenlos erhältlich. Gemäß dem Windows 8-Design enthält es ein Ribbon-Menüband.

## Weiterführende Quellen
- Download details: Microsoft Mathematics Add-In for Word and OneNote